# 荀顗
荀顗（205年—274年6月19日），字景倩，潁川郡潁陰縣（今河南許昌）人，三國時代魏、晉的政治家。是荀彧的庶六子，荀惲之弟，荀粲的兄長，陈泰的舅舅。

## 生平

### 曹魏時期
年幼時父親病死之後，他由姐夫陳群所養育。由於兒時起就是個博學多才的天才，因而陳群大大地稱讚「博學洽聞，意思縝密」。於魏文帝黃初末年出仕中郎，司馬懿在見到少年時代的荀顗時，亦感嘆「荀令君之子也。近見袁侃，亦曜卿之子也」。
司馬懿和司馬師父子在魏的專權正要開始时，荀顗因為和司馬懿有親密的關係，因而協助司馬師和司馬昭篡位。接著由於鎮壓毌丘儉叛亂有功，獲封為萬歲亭侯，之後擔任司空一職。司馬昭死後他出仕於司馬炎，並且以身為支持祖父和父親的功臣，得到了司馬炎的高度評價，獲升為臨淮公，擔任侍中和太尉。
但若與其他人的傳相互對照的話，清流派名門，荀氏嫡系，「有王佐之風」之稱的荀彧之子，卻有許多無節劣蹟。

### 西晉時期
在晉朝建立後，他與賈充一起推舉司馬衷（後來的惠帝）為太子，並進言讓賈充的女兒賈南風（之後的賈太后）做太子妃，稱賈南風「姿德淑茂」，極力奉承權力中心。獲推舉為太子妃的賈氏粗暴傲慢，擁有害人濫殺的殘忍特質，若以此為由打算廢掉武帝的話，實在應該先上表反對。
在頗有人望、聰明的司馬攸，獲推舉為輔佐以愚昧出名的惠帝之人的時候，賈充隨即斥退此議，把他遠封為齊王。加上以「因藩屏衰退而滅亡的魏為鑑」為由，賈充積極地主導推動大封皇親諸王於遠國，讓藩鎮握有包括軍權等諸多權利的計畫，卻又因「有吳楚七國之亂的先例」引起強硬反彈，結果就牽扯到後代的「八王之亂」。
這樣的荀顗，狡猾地周旋在司馬懿，司馬師，司馬昭和賈充之間，做為各個掌權者的心腹，可說是重視名聲和地位的人物。據《晉書·荀顗傳》，「顗明三禮，知朝廷大儀，而無質直之操，唯阿意苟合於荀勖、賈充之間」，對這樣的人品作出十分嚴厲的評價。
泰始十年夏四月己未（274年6月19日），荀顗去世 ，虚岁七十，谥号康公，无子，从孙荀徽嗣。

## 評價
- 司马懿：“荀令君之子也。”
- 司马炎：“侍中、司空顗，明允笃诚，思心通远，翼亮先皇，遂辅朕躬，实有佐命弼导之勋。”“侍中、太尉顗，温恭忠允，至行纯备，博古洽闻，耆艾不殆”、“侍中、太尉、行太子太傅、临淮公顗，清纯体道，忠允立朝，历司外内，茂绩既崇，训傅东宫，徽猷弘著，可谓行归于周，有始有卒者矣。”
- 房玄龄：“顗明《三礼》，知朝廷大仪，而无质直之操，唯阿意苟合于荀勖、贾充之间。”“性至孝，总角知名，博学洽闻，理思周密。”“景倩，文若之子，践隆堂而高视，齐逸轨而长骛。孝敬足以承亲，周慎足以事主，刊姬公之旧典，采萧相之遗法。然而援朱均以贰极，煽褒阎而偶震。虽废兴有在，隆替靡常，稽之人事，乃二荀之力也。”（《晋书・列传第九》）“臨淮翼翼，孝形於色。......倾齐附鲁，是为蝥贼。”
- 张鷟：“故荀顗令君之子，珠玉相辉；韦元成丞相之苗，芝兰递茂。”（《羽林将军王畅薨无嫡子取侄男袭爵庶子告不合承》）
- 王应麟：“何曾、荀顗之孝，论者比之曾、闵。夫以孝事君则忠，不忠于魏，又不忠于晋，非孝也。顗之罪，浮于曾。曾之骄奢，祸止及家；顗之奸谀，祸及天下。”（《卷十三考史》）
- 吕思勉：“此外晋初元老，如石苞、郑冲、王祥、荀顗、何曾、陈骞之徒，非乡原之徒，则苟合之士。此等人而可以托孤寄命哉？”（《两晋南北朝史》）

## 延伸阅读
[在维基数据编辑]
 《晉書/卷039》，出自房玄齡《晉書》